# Алексій I
Патріарх Алексій I (в миру Сергій Володимирович Симанський; 27 жовтня (9 листопада) 1877, Москва — 17 квітня 1970) — православний єпископ РПЦ у РРФСР. 13-й Патріарх Московський. Російський дворянин.

## Життєпис
1899 закінчив юридичний факультет Московського університету.
1900 вступив до Московської духовної академії, яку закінчив у 1904.
1902 прийняв чернецтво з ім'ям Алексій. Після закінчення академії в сані архімандрита був ректором Тульської, а згодом Новгородської семінарій.
1913 висвячений у сан єпископа Тихвинського.
1921 переведено до Петрограда з титулом вікарного єпископа Ямбурзького.
Був однодумцем і послідовником Патріарха Тихона.
1932 зведено у сан митрополита.
1933—1945 — митрополит Ленінградський і Новгородський. Під час Другої світової війни залишався весь час у Ленінграді, де йому дали дозвіл здійснювати богослужіння.
Після смерті Патріарха Сергія у травні 1944 Алексій став намісником патріаршого престолу. На Помісному Соборі російської православної церкви (1945) обраний патріархом.
Ще до свого обрання (2 лютого) на патріарший престол писав голові відділу у справах РПЦ Карпову про своє обрання: «…Ви присутні на Літургії 4-го числа і після літургії і короткого молебня, коли я вийду в мантії, перший мене удостоєте вітання, якщо це вирішено буде Вами. Далі берете участь в парадному обіді о 6 годині в той же день». Карпов привітав Патріарха після молебню в Єлоховському соборі, порушивши, інструкції, дані йому з цього приводу МГБ..

Патріарх Алексій (Симанський) зліва, митрополит Миколай (Ярушевич) праворуч

### Церковна політика
Період патріаршества Алексія I характеризується, з одного боку, подальшим обмеженням релігійних прав та свобод вірян комуністичним режимом, а з другого — прагненням зміцнити позиції церкви у тоталітарному суспільстві. Алексій I провадив боротьбу з церковними розколами (зокрема, обновленством) та іншими церковними негараздами, налагоджував стосунки з православними російськими приходами за кордоном, дбав про їхнє організаційне оформлення, єдність з РПЦ.
РПЦ за Алексія I в 1961 комуністи дали дозвіл вступити у Всесвітню раду церков, сподіваючись використати цю організацію для своїх агентурних мет. Алексій I був членом Радянського комітету захисту миру.
1970 уряд СРСР розпорядився надати автокефалію Американській православній церкві та автономію — Японській православній церкві.

### Партіарх Алексій I та Україна
Навесні 1946 Алексій I прикрив своїм ім'ям одну з найганебніших подій в історії російського православ'я: Українська греко-католицька церква була заборонена на території СРСР згідно з рішенням уряду, а її майно передано в «тимчасове користування» РПЦ (вся нерухомість націоналізована). Усі заходи «по відриву парафій греко-католицької (уніатської) церкви в СРСР від Ватикану і подальшого приєднання їх до Російської православної церкви» розроблені в Раді у справах РПЦ в березні 1945 і схвалені особисто Сталіним. 23 серпня 1946 р. голова Президії Верховної Ради СРСР Микола Шверник вручив Алексію I Орден Трудового Червоного Прапора.
Також за патріаршества Алексія I на Львівському псевдособорі 1946 року брутально «ліквідовано» Берестейську унію 1596, та в 1949 — Ужгородську унію 1646, після чого органи НКВС СРСР заарештували її настоятеля єпископа Теодора Ромжу.
Помер у Москві. Похований у Троїце-Сергієвій лаврі.